# Ким Ими Тереза
Ким Ими Тереза или Тереза Ким (кор. 남경문 베드로 , 1811 г., Сеул, Корея — 20 сентября 1846 года, Сеул, Корея) — святая Римско-Католической Церкви, мученица.

## Биография
Ким Ими Тереза родилась в 1811 году в католической семье в Сеуле. В 17 лет решила посвятить себя Богу и совершать дела милосердия. Чтобы её незамужняя жизнь не вызывала подозрений, она устроилась на работу швеёй в княжеском дворе, где она проработала в течение трёх лет. В 1845 году участвовала в богослужении, во время которого был рукоположён в священника первый кореец Ким Дэ Гон Андрей. 10 июля 1846 года была арестована вместе с Сусанной У, Агатой Ли и Екатериной Чон, когда они находилась в укрытии в доме Карла Хёна. В тюрьме подверглась пыткам, от которых она умерла 20 сентября 1846 года. В этот же день в тюрьме погибли от удушения или избиения Лаврентий Хан, Иосиф Им и Пётр Нам.
Ким Ими Тереза была беатифицирована 5 июля 1925 года Римским Папой Пием XI и канонизирована 6 мая 1984 года Римским Папой Иоанном Павлом II вместе с группой 103 корейских мучеников.
День памяти в Католической Церкви — 20 сентября.

## Источник
- Catholic Bishops’ Conference of Korea Newsletter No. 83 (Summer 2013) Архивная копия от 19 сентября 2015 на Wayback Machine  (англ.)